# لیونل آبلانسکی
لیونل آبلانسکی (فرانسوی: Lionel Abelanski‎؛ زادهٔ ۲۲ اکتبر ۱۹۶۴) یک هنرپیشه اهل فرانسه است.
از فیلم‌ها یا برنامه‌های تلویزیونی که وی در آن نقش داشته است می‌توان به کفاره، جادو در مهتاب، کنسرت، بلفگور، در شب باز است و ۱۵ سال و نیم اشاره کرد.